# فرودگاه دکالب–پیچتر
فرودگاه دکالب-پیچتر (به انگلیسی: DeKalb-Peachtree Airport) یک فرودگاه همگانی با کد یاتا PDK است که یک باند فرود بتن دارد و طول باند آن ۱۸۲۹ متر است. این فرودگاه در کشور ایالات متحده آمریکا قرار دارد .